# Lobbyul evreiesc
Lobbyul evreiesc este activitatea de lobby menită să promoveze interesele specifice ale evreilor.
Termenul mai este folosit și de cercuri antisemite pentru demascarea unei „conspirații mondiale” a evreilor.
Evreii înșiși sunt divizați în ceea ce privește interpretarea expresiei. Majoritatea lor susțin că „lobbyul evreiesc” nu există, și orice referire la el este o manifestare a antisemitismului.